# Tjärnen (Ramsbergs socken, Västmanland)
Tjärnen är en sjö i Lindesbergs kommun i Västmanland och ingår i Norrströms huvudavrinningsområde. Sjön har en area på 0,0781 kvadratkilometer och ligger 96 meter över havet.

## Delavrinningsområde
Tjärnen ingår i det delavrinningsområde (663053-146340) som SMHI kallar för Inloppet i Sörsjön. Medelhöjden är 116 meter över havet och ytan är 2,08 kvadratkilometer. Räknas de 35 avrinningsområdena uppströms in blir den ackumulerade arean 808,75 kvadratkilometer. Arbogaån som avvattnar avrinningsområdet har biflödesordning 2, vilket innebär att vattnet flödar genom totalt 2 vattendrag innan det når havet efter 241 kilometer. Avrinningsområdet består mestadels av skog (33 procent), öppen mark (16 procent) och jordbruk (47 procent). Avrinningsområdet har 0,08 kvadratkilometer vattenytor vilket ger det en sjöprocent på 3,8 procent.